# Makran

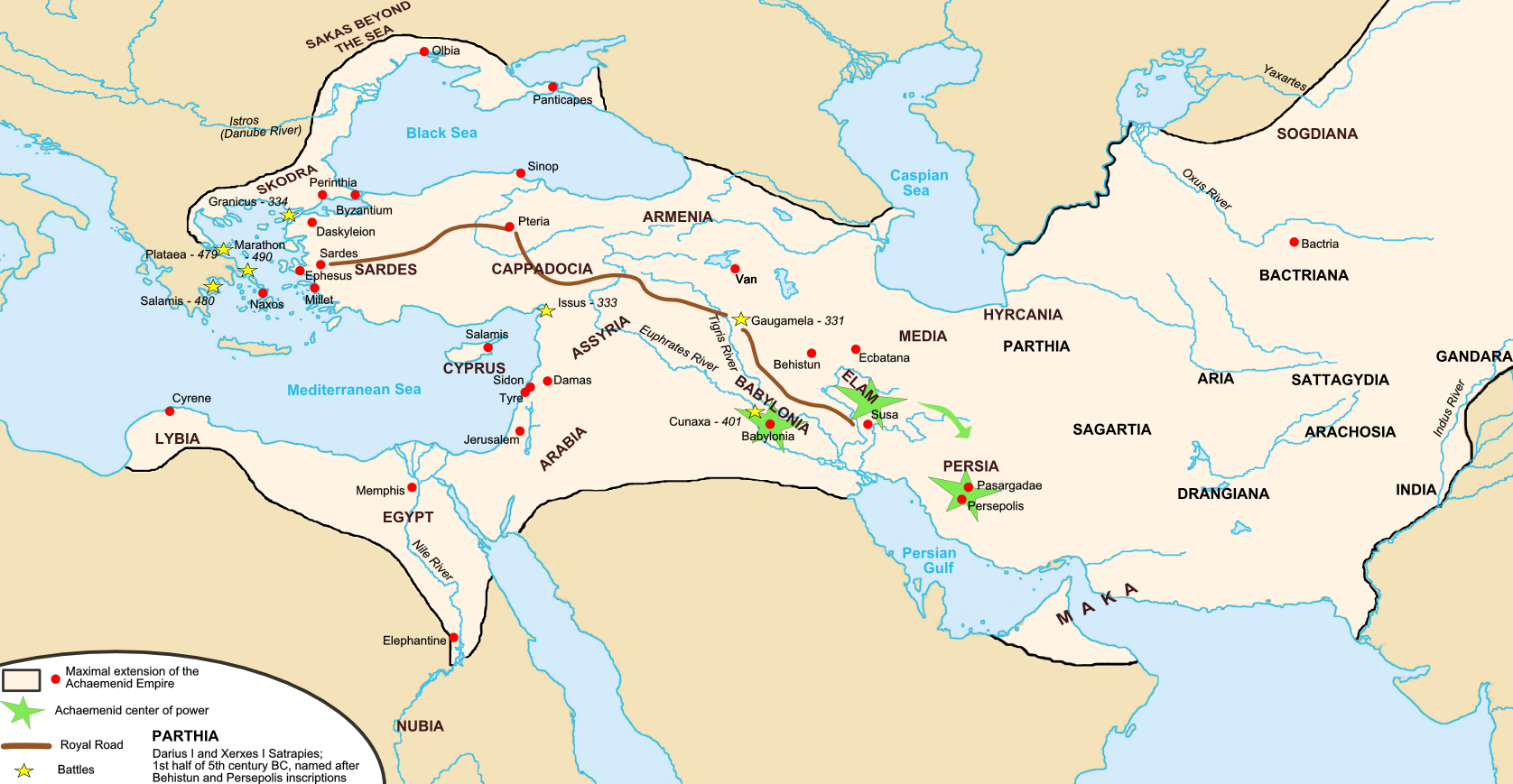
L'empire achéménide à son apogée, incluant la région de Maka.

Le Makran ou Mékran est une région semi-désertique située au sud du Sind et du Baloutchistan, en Iran et au Pakistan, en bordure du golfe d'Oman et de l'océan Indien. Son nom pourrait venir de Maka, une ancienne satrapie de l'empire perse achéménide. Cette région est appelée Gédrosie par les Gréco-Macédoniens au temps de la conquête d'Alexandre le Grand.

## Géographie

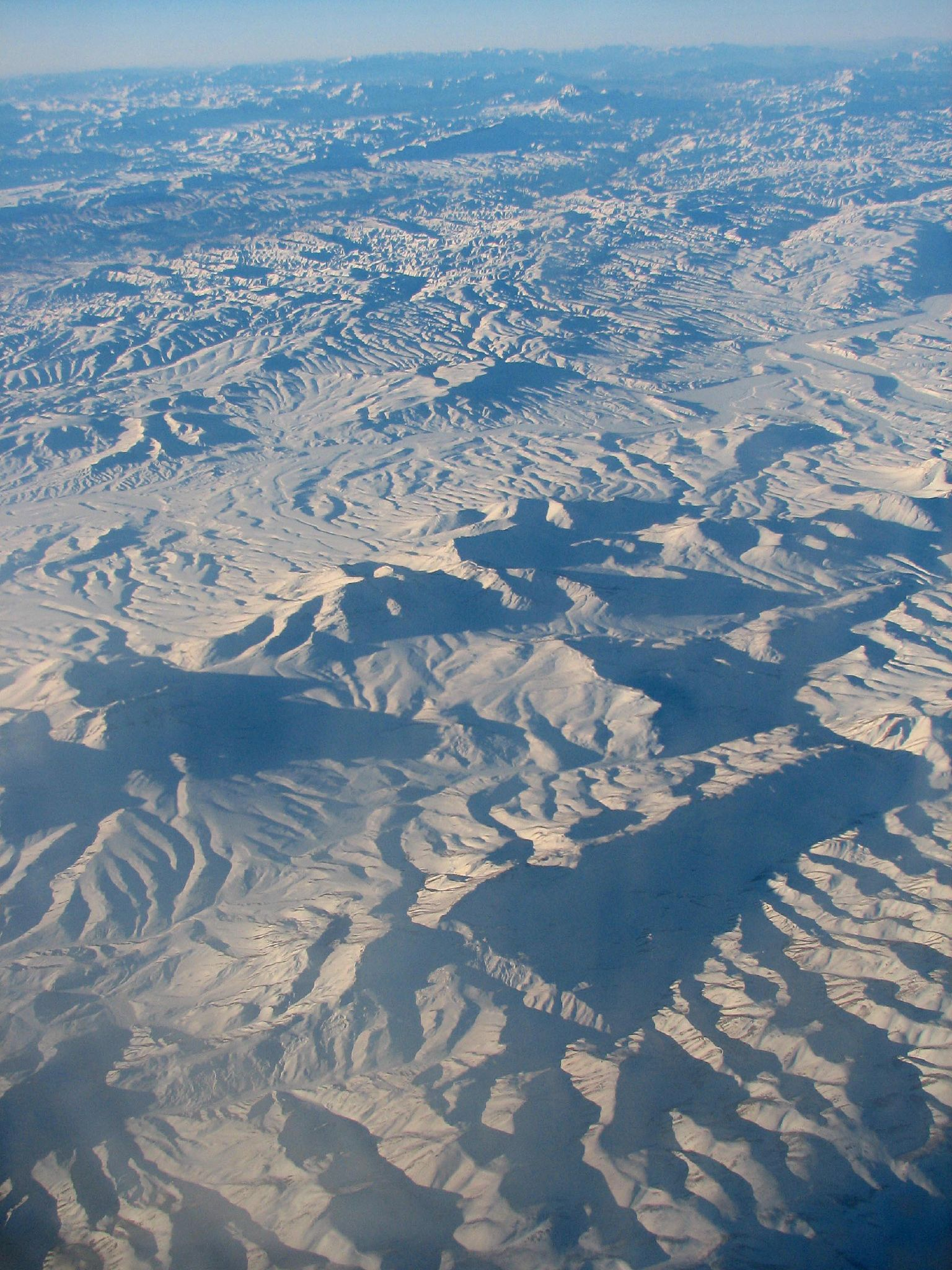
Vue aérienne de la partie centrale du Makran au Pakistan.

Vers l'ouest le Makran commence au sud-est de l'Iran, à Chabahar, et s'étend à l'est jusqu'à la baie de Somniani, au nord-ouest de Karachi ; Al-Biruni dit « jusque vers la région de Debal », ancien port important situé près de Karachi.

## Histoire
À la fin du IVe siècle av. J.-C., le Makran est sous l'autorité des Séleucides. Il passe ensuite sous la tutelle des Parthes puis des Perses sassanides et enfin des Indiens[réf. souhaitée]. En 712 la région est occupée par les Arabes. Au début du VIIe siècle, elle semble encore compter un fort peuplement bouddhiste. Durant toute la période islamique, jusqu'au XVIIIe siècle, elle est dirigée par des souverains locaux, parfois sous domination de dynasties étrangères. Le Makran est mentionné par Marco Polo mais sans que celui-ci ne le traverse. En 1581, la côte est pillée par les Portugais.
Au XIXe siècle, le Makran, alors sous la tutelle du Khan de Kalat, est l'enjeu de la rivalité entre Russes et Britanniques, étant potentiellement une route d'invasion de l'Empire des Indes depuis la Perse. En 1876, le Makran passe sous l'autorité de la couronne britannique qui en fait un État-tampon. En 1861, la région est explorée en vue de la construction d'une ligne télégraphique entre l'Europe et l'Inde. Les revendications perses envers le Makran occidental poussent en 1872 à la partition de la région entre le shah de Perse et le Khan de Kalat. En 1947, le Makran oriental est intégré au nouveau Pakistan, ravivant les tensions avec l'Iran.
Dans les années 2020, la région compterait de nombreux sympathisants de l’Armée de libération du Baloutchistan qui revendique l’autonomie de cette province.